# Citroën DS 5
DS 5 er en personbil fra den franske bilfabrikant Citroën. Bilen blev præsenteret på Shanghai Motor Show i april 2011. På det franske hjemmemarked kom DS5 ud til forhandlerne den 24. november 2011, og i Danmark i april 2012.
Bilen er konceptionelt set en blanding af forskellige biltyper. Bilen deler sin tekniske basis med den kompakte MPV Peugeot 3008, men er 16 cm længere og 13 cm fladere.

## Udstyr
Alle DS5-modeller er i Danmark som standard udstyret med LED-forlygter med lygtevaskere, regnsensor, klimaautomatik, fartpilot, hastighedsbegrænser, tovejs justerbart læderrat, nøglefrit startsystem samt sædevarme foran.

## Sikkerhed
Modellen er i 2011 blevet kollisionstestet af Euro NCAP med et resultat på fem stjerner ud af fem mulige.

## Tekniske specifikationer
Ud over de i Citroën DS4 benyttede motorer findes DS5 med en dieselhybrid med 200 hk og et CO2-udslip på 99 g/km, hvilket svarer til et brændstofforbrug på 3,8 l/100 km. Motoren bruges også i Peugeots bilmodeller 3008 og 508. I november 2012 blev forbruget reduceret til 3,5 l/100 km.
| Model                   | Cylindre | Ventiler | Slagvolume cm³ | Max. effekt kW (hk) / omdr. | Max. drejningsmoment Nm / omdr. | 0-100 km/t sek. | Topfart km/t | Byggeår           |
| ----------------------- | -------- | -------- | -------------- | --------------------------- | ------------------------------- | --------------- | ------------ | ----------------- |
| Benzinmotorer           |          |          |                |                             |                                 |                 |              |                   |
| THP 155                 | 4        | 16       | 1598           | 115 (156) / 6000            | 240 / 1400                      | 9,7             | 202          | 11/2011 −         |
| THP 200                 | 4        | 16       | 1598           | 147 (200) / 5800            | 275 / 2000                      | 8,2             | 235          | 11/2011 −         |
| Dieselmotorer           |          |          |                |                             |                                 |                 |              |                   |
| e-HDi 110 EGS6 Airdream | 4        | 8        | 1560           | 82 (112) / 3600             | 270 / 1750                      | 12,4            | 191          | 11/2011 − 12/2012 |
| e-HDi 115 EGS6 Airdream | 4        | 8        | 1560           | 84 (114) / 3600             | 270 / 1750                      | 12,4            | 191          | 1/2013 –          |
| HDi 165                 | 4        | 16       | 1997           | 120 (163) / 3750            | 340 / 2000                      | 8,8             | 215          | 2012 −            |
| Dieselhybrid            |          |          |                |                             |                                 |                 |              |                   |
| Hybrid4 EGS6 airdream   | 4        | 16       | 1997           | 147 (200) / 3750            | 450 / 1750                      | 8,6             | 211          | 2012 −            |